# Estación de Can Peixauet
La estación de Can Peixauet de la línea 9 del metro de Barcelona, da servicio a los barrios de Lavaderos, el Raval, Santa Rosa y de Riu Sud, en el municipio de Santa Coloma de Gramanet. La estación tiene dos accesos en la avenida de Santa Coloma. La estación está dotada de ascensores y escaleras mecánicas. Tiene 31,1 metros de profundidad. Se inauguró el 13 de diciembre de 2009, siendo cabecera de la línea 9 hasta el 18 de abril de 2010.
| << cabecera             | < estación | línea | estación > | cabecera >> |
| ----------------------- | ---------- | ----- | ---------- | ----------- |
| Metro                   |            |       |            |             |
| La Sagrera Terminal Sud | Bon Pastor |       | Santa Rosa | Can Zam     |